# Distichopora nitida
Distichopora nitida är en nässeldjursart som beskrevs av Addison Emery Verrill 1864. Distichopora nitida ingår i släktet Distichopora och familjen Stylasteridae. Inga underarter finns listade i Catalogue of Life.